# Улица Остужева (Воронеж)
Улица Осту́жева находится в Воронеже, в Железнодорожном районе. Названа в честь Александра Остужева. Протяжённость — 3,8 км.
Начинается сразу после Северного моста и выходит на трассу Р193 Воронеж — Тамбов. Заканчивается в районе пересечения с обходом города. Имеет путепровод над железнодорожными путями направления Москва — Ростов.
Согласно Генплану города, рядом с путепроводом планируется строительство железнодорожного вокзала Воронеж-III. В данный момент трамвайные пути с выходом на Северный мост не используются, однако на их месте планируется пустить скоростной трамвай. В ближайшие годы планируется также реконструкция улицы практически на всём её протяжении: планируется расширение проезжей части, строительство путепровода на пересечении с Ленинским проспектом и строительство второго путепровода над железнодорожными путями.